# Museo Bagdadí
El Museo Baghdadi  (árabe: المتحف البغدادي) es un museo de historia local ubicado en la ciudad de Bagdad, Irak. Se estableció en 1970.
El museo está situado cerca del río Tigris. Muestra 70 escenas de diferentes épocas usando modelos de tamaño natural que representan la vida de Bagdad, destacando la artesanía popular, oficios, profesiones, costumbres locales y vida en la calle. El museo sufrió daños debido a la invasión estadounidense durante la guerra de Irak en 2003, lo que provocó la suspensión de su funcionamiento. Se reabrió oficialmente en agosto de 2008.

## Galería

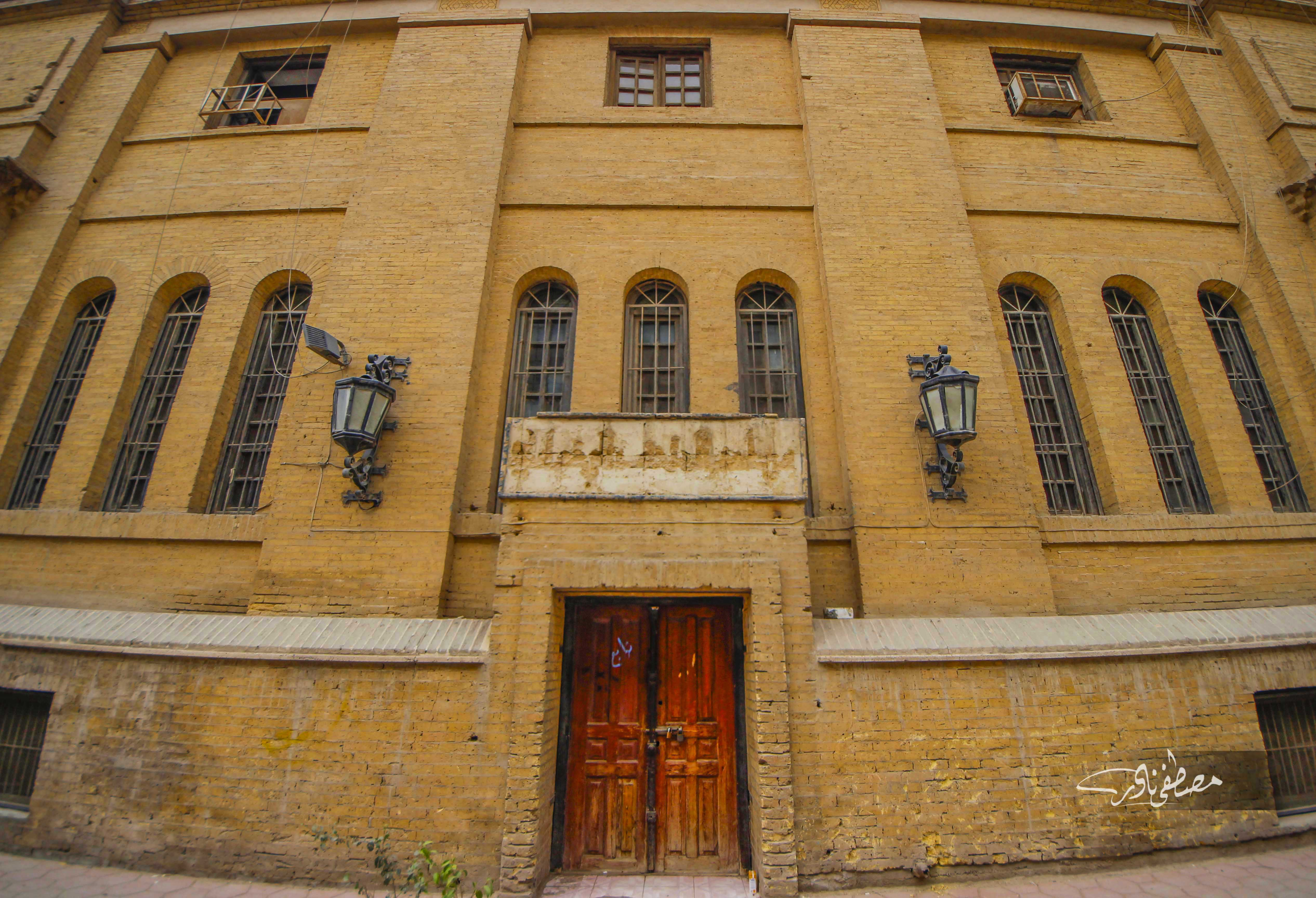
Exterior del museo
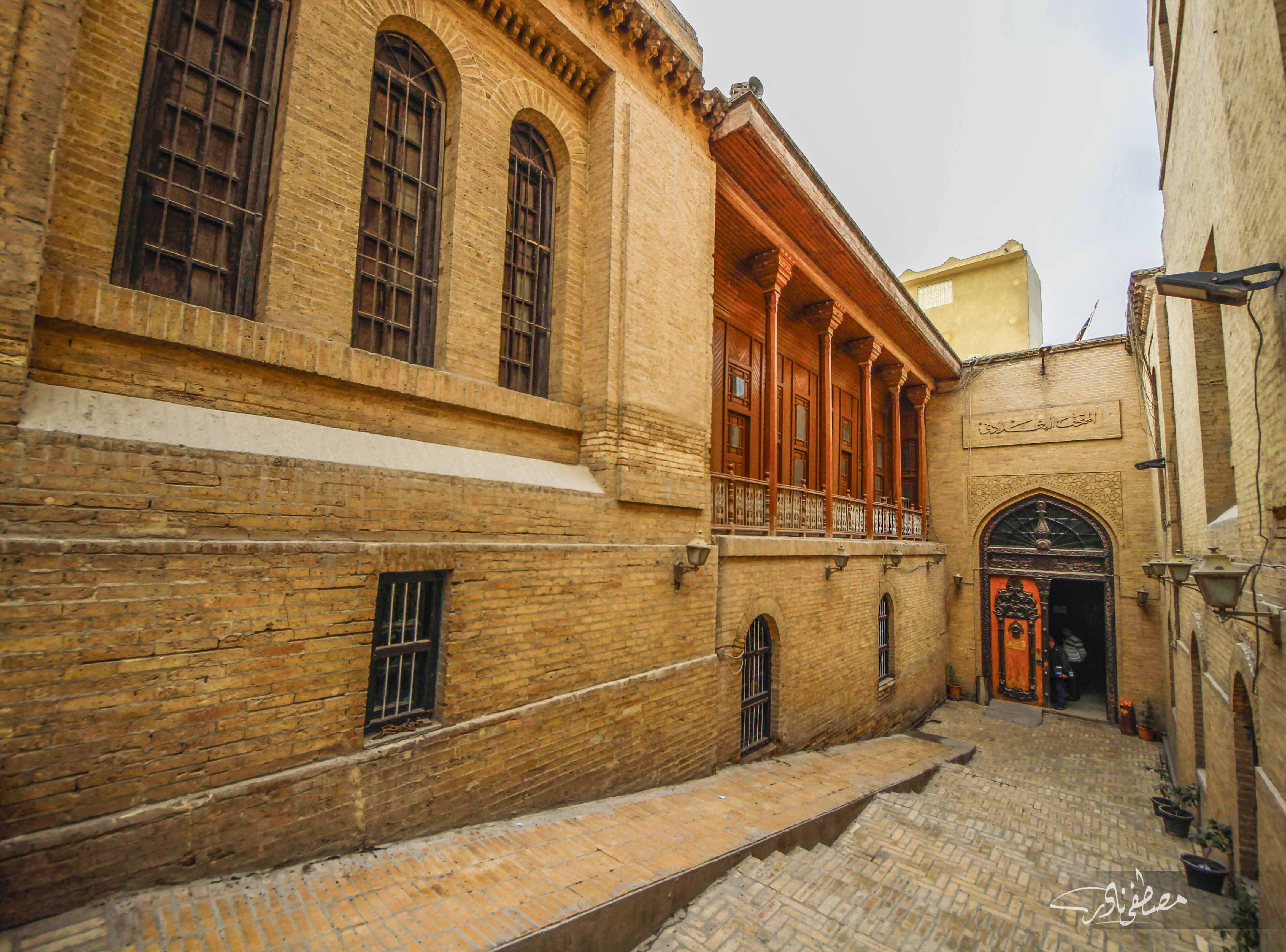
Entrada del museo
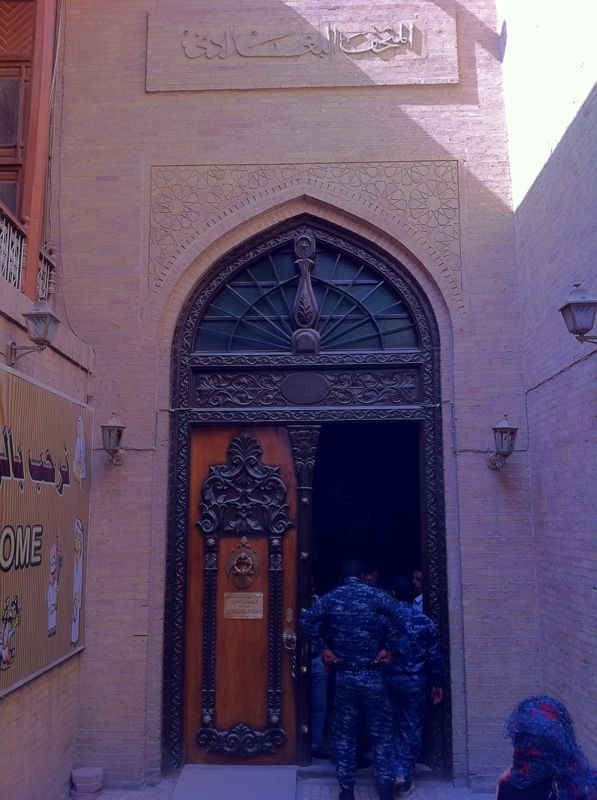
Puerta del museo
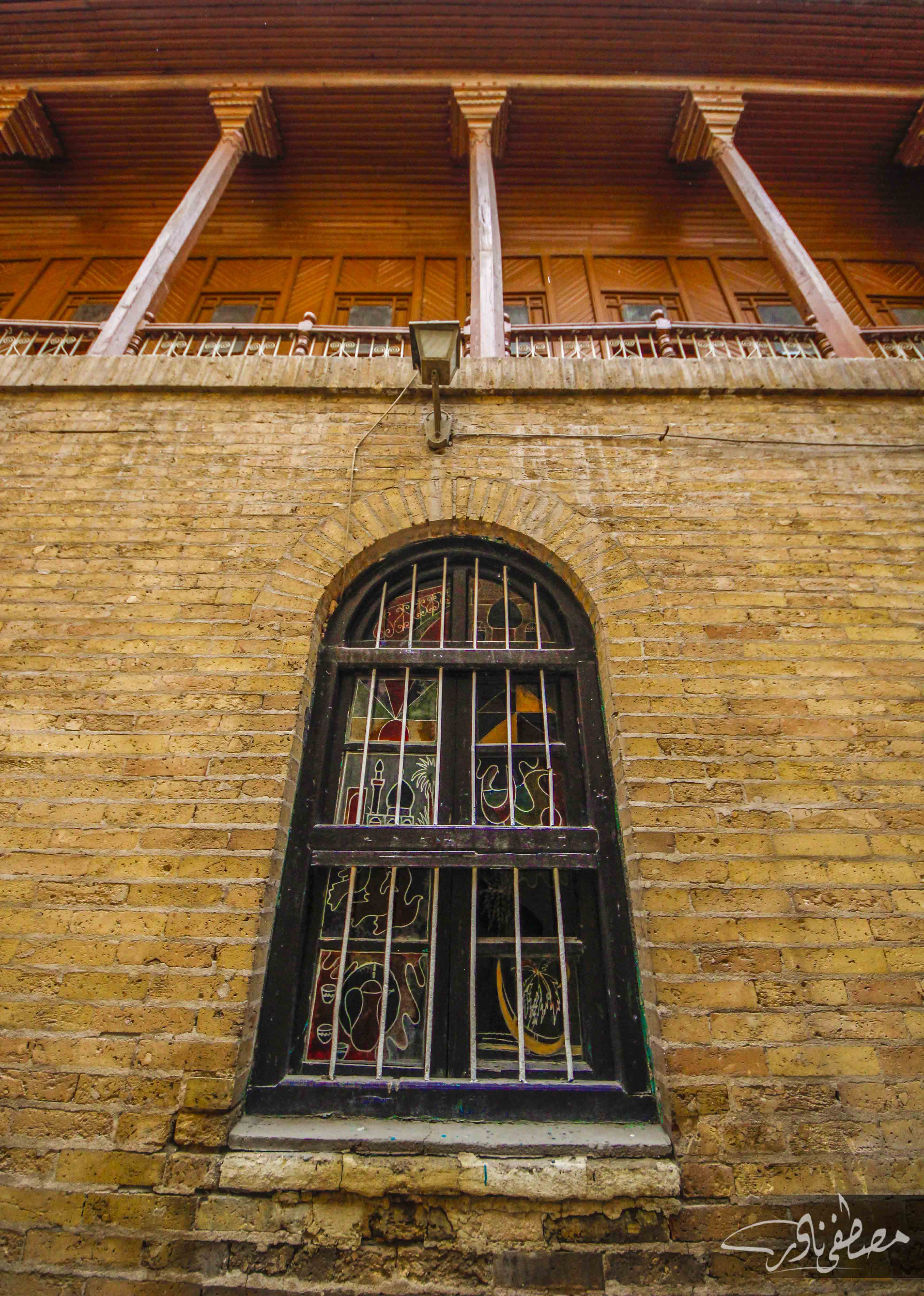
Una ventana de antaño en un edificio externo del museo
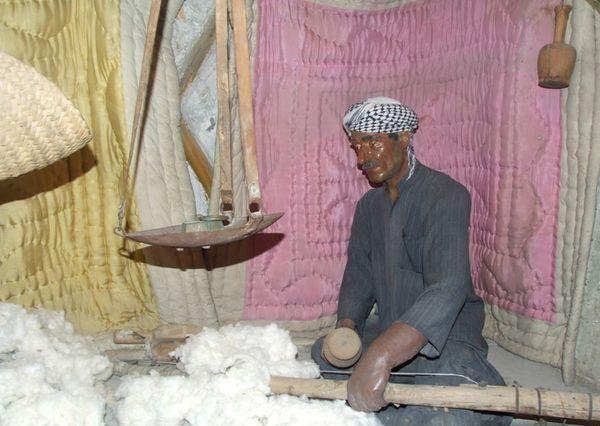
Uno de los oficios de Baghdad
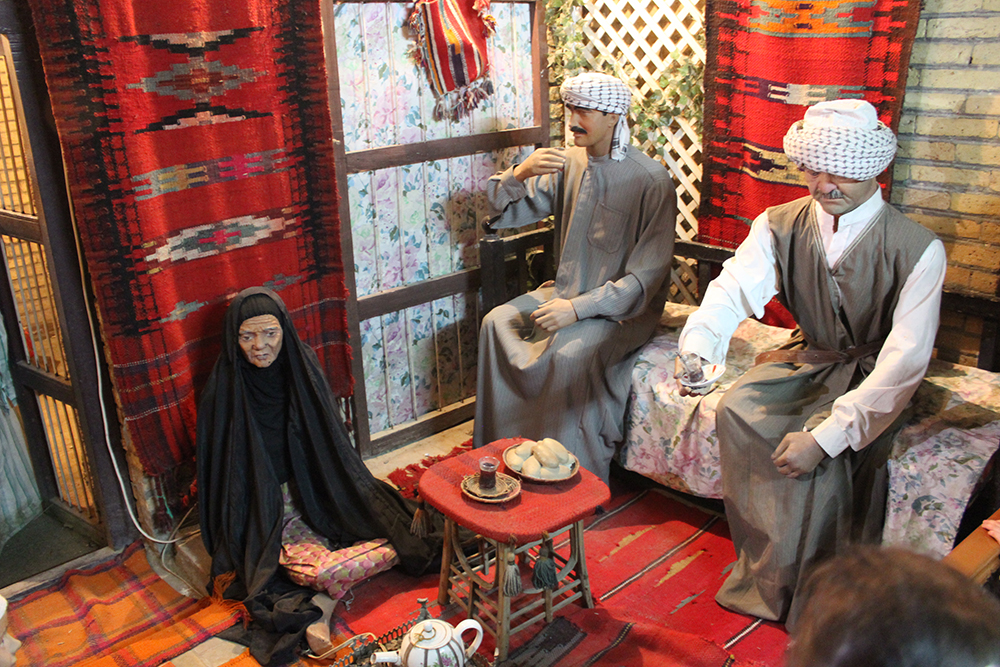
Reunión familiar
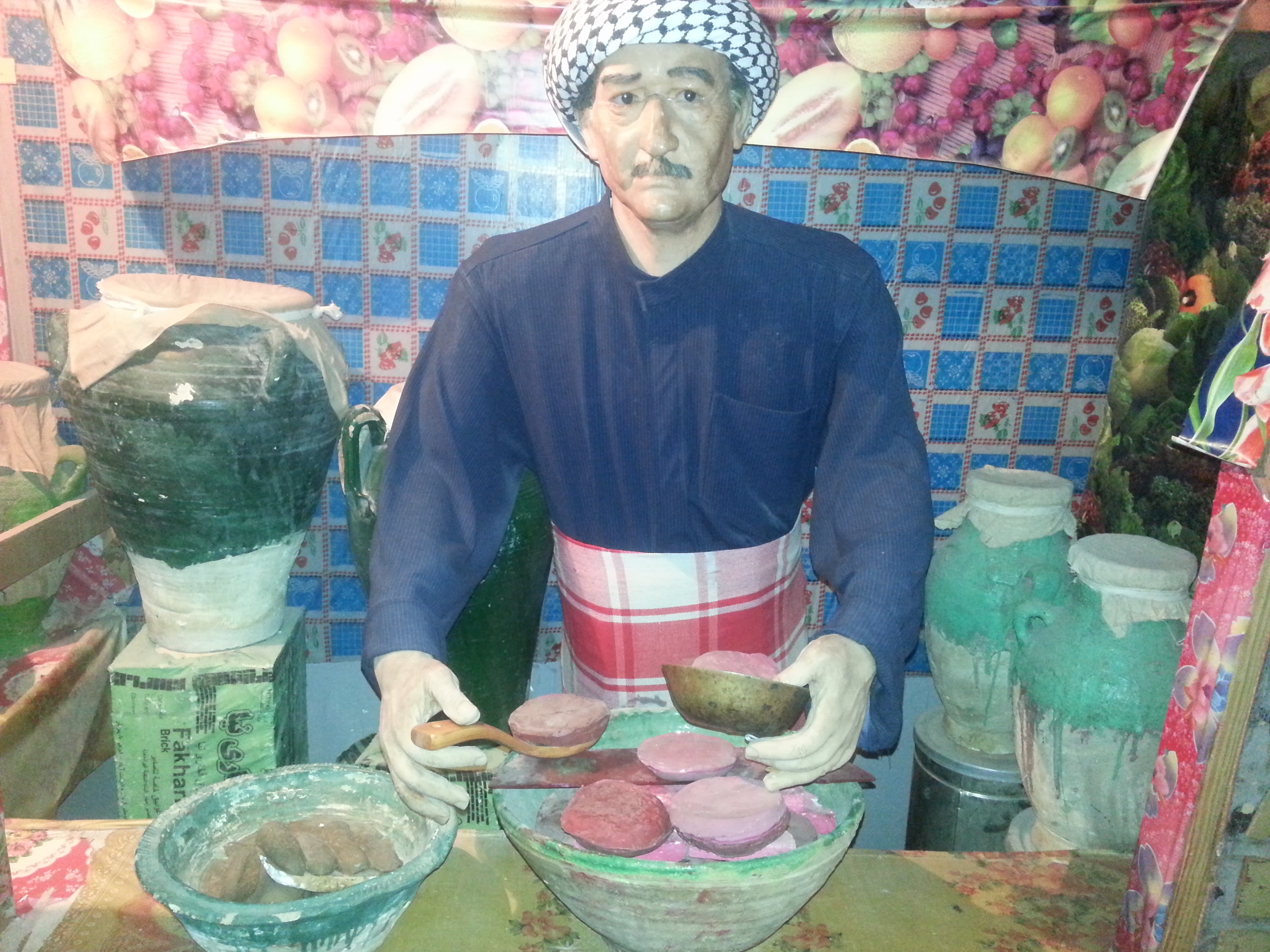
Estatua del vendedor de comida
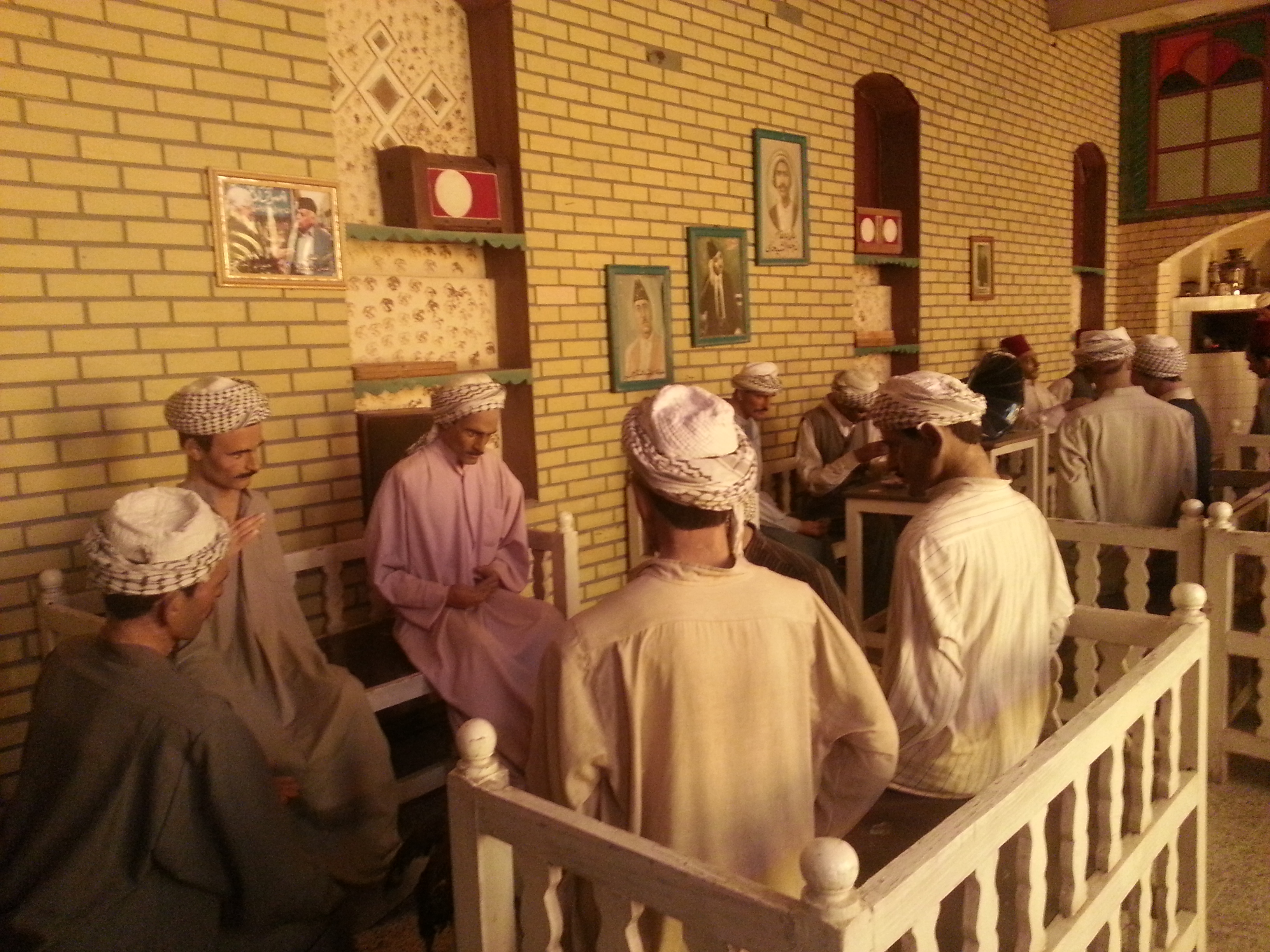
Café Baghdadi

## Otros proyectos
- Wikimedia Commons alberga una categoría multimedia sobre Museo Bagdadí.

- Datos: Q10424690
- Multimedia: Baghdadi Museum / Q10424690